# FK Spartak Plovdiv
FK Spartak Plovdiv je bulharský fotbalový klub sídlící v Plovdivu. Tým byl 1× mistrem Bulharska. Má modro-bílé dresy.

## Historie
Klub byl založen roku 1947, když se vyvinul ze tří dřívějších klubů: Levski, Septemvri a Udarnik. Název odkazuje na římského otroka a gladiátora Spartaka, proto se také týmu přezdívá gladiátoři. Barvy klubu jsou modrá, bílá a červená.
Nejúspěšnějším obdobím byla 50. a 60. léta 20. století, kdy se tým stal mistrem (1963), vyhrál bulharský pohár a hrál finále Balkánského poháru.
Roku 1967 se Spartak sloučil s kluby SSK Akademik a Botev Plovdiv do nového klubu - AFD Trakia. Roku 1982 se Spartak opět osamostatnil. Roku 1994 postoupil znovu do 1. ligy, ale hrál v ní jen 2 roky. Roku 1998 se Spartak sloučil s Komatevo Sokol`94. Sloučený klub se do roku 2002 jmenoval Spartak-S`94.

## Úspěchy

### Domácí
- 1. liga:
  - Vítěz (1): 1962–63
  - 2. místo (1): 1961–62
- Bulharský pohár:
  - Vítěz (1): 1958
  - Finalista (2): 1955, 1959

### Mezinárodní
- Balkánský pohár:
  - Finalista (1): 1964